# Nova Política Econômica
A NEP (em russo:  НЭП), acrónimo de novaya ekonomiceskaya politika (em português:  Nova Política Econômica) foi a política econômica seguida na União Soviética entre o abandono do comunismo de guerra (praticado durante a guerra civil) em 1921 e a coletivização e renacionalização forçada dos meios de produção com a ascensão ao poder de Stalin em 1928. Em linhas gerais, passou pela reentrega das pequenas explorações agrícolas, industriais e comerciais à iniciativa privada, tentando, assim, desesperadamente, fazer a nascente União Soviética sair da grave crise em que se achava mergulhada.
A Nova Política Econômica (NEP) recuperou alguns traços de capitalismo para incentivar a nascente economia soviética. Desta forma, o Partido Comunista da União Soviética e o governo dos sovietes pretendiam reconstruir a economia russa. A NEP, segundo Lenin, consistia num recuo tático, caracterizado pelo restabelecimento da pequena propriedade privada, admitindo o apoio de financiamentos estrangeiros. Lenin teria dito: "Um passo atrás para dar dois à frente".

## Momento Histórico
Com o início da Guerra Civil Russa em fins de 1918 e a dificuldade de consolidação do poder soviético, o Partido Bolchevique decide que o governo dos Comissários do Povo aplique uma nova política econômica, que ficou conhecida como Comunismo de Guerra. O termo "comunismo de guerra" é, de certa forma, questionável, visto que não se tratava de um sistema comunista propriamente dito e sim de uma reforma no sistema capitalista a fim de estabilizar o país e solidificar o governo bolchevique, para a futura construção do Comunismo e permitir que a República Soviética Russa sobreviva até a vitória da revolução.
O Comunismo de Guerra pode ser entendido como controle estatal direto da economia, em vista que pela guerra o mercado havia praticamente desaparecido, havia uma severa escassez de mercadorias e de capitais e vários capitalistas haviam fugido. Essa política econômica, tendo, à frente, Preobrajenski e Bukharin, deu-se através de medidas como a estatização de fábricas que não haviam sido ainda coletivizadas ou que estavam apenas sob controle operário, a requisição forçadas de víveres agrícolas e matérias primas, o racionamento de alimentos e produtos industrializados, a distribuição de tíquetes no lugar de pagamentos em moeda e trocas diretas de produtos.
Depois da Guerra Civil Russa, a URSS estava devastada e a resposta para a rápida reconstrução do país foi a NEP. Ela foi criada logo após a rebelião dos marinheiros de Kronstadt, que clamavam pela derrubada dos bolcheviques e pela instauração da democracia proletária e da administração direta. Nessa situação, era impossível dar seguimento ao comunismo de guerra. Tornou-se necessário recuar na implantação imediata do comunismo. Voltar atrás não era uma medida fácil de ser tomada, e provavelmente, somente Lenin tinha condições morais e políticas para ordenar a retirada e não perder apoio dentro do partido.

### Polêmica sobre o fim do Comunismo de Guerra

Rublo de Prata russo de 1924

Após a onda de protestos que culminou na Revolta de Kronstadt tornou-se claro que o Comunismo de Guerra não tinha mais utilidade para a estrutura produtiva da sociedade soviética. Os camponeses não aceitavam mais as requisições forçadas e os operários exigiam mais produtos, responsabilizando o governo bolchevique pela carestia e burocratização nas decisões econômicas. Uma grande parcela dos sindicatos ou havia participado da Revolta ou organizado greves durante o período, contribuindo para uma desconfiança do Partido e do governo para com eles. Inclusive, uma fração do Partido muito ligada aos sindicatos havia apoiado as reivindicações da revolta, a chamada Oposição Operária.
Os bolcheviques, após os graves eventos, consideraram a necessidade de reorganizar a produção e as políticas econômicas, assim como também reavaliar sua intervenção e a relação do Estado com os sindicatos. Contudo, havia diferenças quanto ao que fazer. A polêmica chegava ao auge. Até mesmo dirigentes como Preobrajenski, elaborador do "Comunismo de Guerra" com Bukharin, apontavam problemas e limitações numa série de artigos e discursos. A longa guerra, o esvaziamento de mão de obra no campo, a carência de insumos e implementos agrícolas além das requisições forçadas, levaram a uma profunda crise na produção agropecuária com uma total descapitalização. Preobrajenski concluíra que era preciso recapitalizar o setor agrário afetado pelas três Guerras (Primeira Guerra Mundial, Invasões de terras imperialistas e a Guerra Civil Russa) e o Comunismo de Guerra, pois isto geraria excedentes necessários aos capitais para a industrialização, condição imperiosa à jovem república socialista. Apesar de vencer as invasões das potências imperialistas e a guerra civil, a república socialista encontrava-se isolada no mercado mundial, sem parceiros comerciais, apoios externos e com o agravante de um setor industrial interno atrofiado à necessidade do desenvolvimento socialista.
A crise econômica após o fim da Guerra Civil e a crise política aberta com a Revolta de Kronstadt, abre um grande debate na URSS entre os anos de 1920 e 1921 no interior do Partido Comunista e Governo, discussão em torno da relação dos sindicatos com o Estado e sua relação com a organização e direção da produção. A questão estava em como reorganizar a produção nacional em substituição ao Comunismo de Guerra, à medida que esse regime econômico gozava de desprestígio junto às massas e um reconhecido fracasso em seus resultados, bem evidenciados na crise econômica, na recusa dos camponeses às requisições forçadas e nas violentas greves. Surge uma dupla polêmica interna ao Partido conhecida na época como "polêmica em torno a questão sobre os sindicatos".
Em meados de 1920, Trótski, após sua experiência na constituição do Exército Vermelho, passou a defender, também, a "militarização dos sindicatos" e a nomeação de seus dirigentes pelo governo. A ideia de Trótski era semelhante ao que ele mesmo havia feito com as milícias operárias da Revolução de 1917, transformando-as no Exército Vermelho, vencedora da Guerra Civil. Outro efeito dessa medida seria afastar agitadores irresponsáveis por sindicalistas preocupados com a produção. Essa proposta gozou de ampla antipatia entre os dirigentes sindicais e parte do Partido, e será usada anos mais tarde contra Trótski. Tal ideia surgiu porque Trótski, em 1920, havia sido encarregado de reorganizar o transporte ferroviário na Rússia. As estradas de ferro russas eram o setor da economia mais controlado pelos sindicatos. Trótski fez igualmente o que havia empreendido na constituição do Exército Vermelho. Colocou os ferroviários sob a lei marcial e intensificou o trabalho nas oficinas de reparos. Quando o sindicato protestou, afastou seus dirigentes e nomeou interventores. Agiu da mesma forma nos outros sindicatos de trabalhadores em transportes. Os resultados foram superiores às expectativas: as ferrovias e os transportes foram reabilitados muito antes do previsto. Entusiasmado pelo êxito, passou a defender no que ficou chamado de "militarização dos sindicatos".
Em novembro de 1920, Trótski reapresentou suas teses ao Comitê Central sobre a necessidade de reorganizar imediatamente os sindicatos através da escolha de seus dirigentes pelo governo. Paralelamente, Preobrajenski e Bukharin apresentavam um outra proposta que consistia no estabelecimento de conselhos gestores sob a participação direta dos sindicatos para administrar a economia nacional. A dupla defendeu a ampliação da democratização na gestão e planejamento da economia, a planificação centralizada imediata e o estímulo da industrialização, condições que permitiriam o jovem Estado socialista Soviético aguardar o eventual triunfo da revolução na Europa Ocidental, além da esperada e necessária parceria econômica e comercial. O desenvolvimento da indústria soviética em patamares ocidentais e o triunfo da revolução mundial, eram considerados, até então pela direção do PCUS, condição sine qua non para a sobrevivência da URSS.
No decorrer do debate, os grupos de Trótski e de Preobrajenski-Bukharin juntaram suas propostas. No X Congresso do Partido (março de 1921), apresentam a proposta, que consistia em colocar os sindicatos sob controle estatal, mas mantendo sua democracia interna, dotando-as de papel de organismos dirigentes da economia nacional, pondo, sob seu controle, a administração das empresas e os órgãos de planejamento. Essa proposição acabou minoritária, perdendo para a proposta apresentada por Lênin, de que o governo soviético adotasse um nova orientação de política econômica, que foi batizada de Nova Política Econômica ou NEP (em russo romanizado: Novaya Ekonomicheskaya Politika) - a reorientação da linha econômica do Partido iniciada na primavera de 1921.
Lênin sustentou que o Estado proletário não deveria nomear os dirigentes dos sindicatos, argumentando que, dessa forma, não estaria garantida automaticamente a unidade entre os interesses do Estado e os da classe operária. Lênin contra-argumentava que, sob o Estado, estão diversos outros interesses representados, como os do campesinato. Além disso, havia fatores desestabilizadores em detrimento da vontade dos trabalhadores, principalmente a "herança estatal" do Antigo Regime e as pressões pró-burocratização do novo regime. Por isso, Lênin defendia que se mantivesse que as direções sindicais fossem eleitas diretamente pelos operários como um meio de assegurar a defesa de seus interesses contra o Estado. Lênin foi contra a proposta de Trotski e Preobrajenski-Bukharin e a maioria do Comitê Central o acompanhou, em parte pela influência do próprio Lênin.
A alternativa aprovada foi a proposta de Lênin no X Congresso do Partido (março de 1921) de abandono do Comunismo de Guerra e de constituição de uma Nova Política Econômica pelo Estado Soviético, a chamada NEP, que assegurou a liberalização do mercado aos produtores agrícolas e urbanos e concessões e autorizações ao grande capital industrial internacional, que permitiriam recapitalizar o setor pequeno-burguês agrícola e artesanal além de reativar o setor fabril, permitindo uma acumulação de capitais necessário à industrialização e garantindo o funcionamento da economia soviética apesar do boicote comercial internacional.

## Proposta
Idealizada por Lenin, a NEP entrou em vigor em 1921/1922. Ela restabelecia as práticas capitalistas vigentes antes da revolução. Essa política econômica deu-se através de medidas que, em parte, revertiam as políticas econômicas adotadas no "Comunismo de Guerra", como a suspensão da estatização de fábricas que não haviam sido ainda coletivizadas ou que estavam apenas sob controle operário, o abandono da requisição forçada de víveres agrícolas e matérias-primas, a interrupção do racionamento de alimentos e produtos industrializados e o fim da distribuição de tíquetes e talões de racionamento no lugar de pagamentos em moeda e trocas diretas de produtos.
Os camponeses, agora, venderiam uma pequena parcela da sua produção para o Estado a preço fixo, sendo que o restante da produção poderia ser lançado no mercado, como em uma economia capitalista. Também permitiu-se a criação de empreendimentos capitalistas na pequena indústria e no comércio. O estímulo pelo ganho pessoal foi reintroduzido e o igualitarismo teve que ceder temporariamente à hierarquia e aos privilégios materiais.
A NEP deveria ser acompanhada pela formação de uma tecnocracia eficiente forjada nos quadros operários e ideologicamente ligada aos ideais da revolução.

### Princípios da NEP
- Liberdade de comércio interno
- Liberdade de salário aos trabalhadores,
- Autorização para o funcionamento de empresas particulares
- Permissão de entrada de capitais estrangeiros para a reconstrução do país.

## Resultados
Logo depois, o país passou a ter uma constituição produtiva anacrônica: medidas socialistas (estatização ou socialização das empresas, minas, transportes e bancos) conviviam com medidas capitalistas (o médio produtor rural, o capitalismo urbano) e com a economia tradicional (economia de subsistência empregada pelos camponeses pobres). Permitindo, no entanto, a sobrevivência do regime, dando-lhe folga necessária para a reordenação de forças. O próprio Lênin, já cada vez mais afastado do poder por conta de sua doença, teve dificuldade em definir o estado de coisas, que ironicamente classificava como "uma mistura de czarismo com práticas capitalistas besuntadas por um verniz soviético".
Os resultados práticos não demoraram a surgir efeito. Lentamente, a produção agrícola foi sendo restabelecida; o sistema viário voltou a funcionar com maior regularidade e as pequenas indústrias começaram a lançar seus produtos no mercado.

### Críticas à NEP
Paulatinamente, surgem críticas à NEP, apontando suas limitações e concluindo que a continuidade das liberalizações aos negócios privados poderia levar a URSS a graves crises. Segundo elas, a permanência da NEP também deveria levar ao fortalecimento do kulak (camponês rico) e à emergência de uma burguesia rural. Por sua vez, a autorização a empresas estrangeiras de atuar implicava ao invés de modernizar a economia em introduzir um elemento "evoluído" ao socialismo. As críticas defendem o fim da NEP e que, a partir dos próprios instrumentos vigentes e criados pela NEP, deveria implantar-se o planejamento centralizado e a industrialização acelerada pelo Estado soviético.
Em março de 1922, Ievguêni Preobrajenski, comissário de finanças, apresenta, ao Comitê Central, como preparação ao XI Congresso do Partido, um conjunto de teses sobre o problema agrário que defendem a formação de fazendas estatais e de grandes cooperativas e o estímulo a complexos coletivos agroindustriais inseridos no conjunto de uma economia planificada, como forma básica de transformação de uma economia camponesa em economia socialista. Para Preobrajenski, a alternativa à NEP seria a industrialização acelerada da economia soviética e o planejamento geral e democrático da economia. Desenvolve, inclusive, um plano de industrialização do país. Paradoxalmente, esse plano seria parcialmente aproveitado, anos mais tarde, ao fim da década de 1920, pelo próprio governo de Stálin no I Plano Qüinquenal e na política de "industrialização forçada".

### Crises da NEP
Em 1923, estourou a primeira crise econômica da NEP, já em vigor fazia dois anos, que implicou reduções dos salários e supressões de empregos, motivando uma onda de greves espontâneas. Essa crise ficou chamada de Crise das Tesouras, porque em um dos informes econômicos das reuniões do Partido, exposta em um informe por Trótski através de um gráfico em forma de tesoura, onde duas retas, uma declinante e outra ascendente cruzavam-se, representando respectivamente a trajetória dos preços agrícolas e dos preços dos produtos manufaturados. Mostrava que havia uma defasagem entre os preços dos produtos agrícolas e manufaturados decorrente da recuperação da produção agrária, proporcionada pela NEP que havia liberalizado o mercado, não acompanhada pelo volume de produtos das indústrias soviéticas, mas dependente da atuação do Estado soviético.
A situação econômica grave empurrou a perigosas tensões sociais na sociedade soviética e dentro do Partido, fortalecendo que se constituísse um campo político liderado por Preobrajenski (economista, ex-comissário das Finanças e ex-secretário geral do Comitê Central do Partido) e outras figuras bolcheviques importantes e ilustres em torno de Trotski, à medida que concordavam com este a respeito de suas críticas à linha política e econômica adotada pela direção do Partido, então sob comando de um bloco chamado de Troika liderado por Stálin, Zinoviev e Kamenev. O grupo liderado por Preobrajenski criticava a NEP como uma via soviética para o socialismo, e exigia sua substituição por uma planificação centralizada e aceleração da industrialização. Alertava, também, que a NEP contribuía para a asfixia progressiva da vida interna do partido.
Surgem, assim, sucessivamente, em 1923, a Oposição de Esquerda e, em 1926, a Oposição Unificada dentro do Partido Comunista, cujo diagnóstico era que o gradual desenvolvimento econômico soviético da década de 1920 passava por uma forte necessidade de investimentos, cujos efeitos (por exemplo, geração de renda) se sentiriam antes do aumento da produção, o que explicaria nas cíclicas ondas inflacionárias durante a NEP, o que, por sua vez, colocava, em risco, a Aliança Operário-Camponesa. Era preciso criar condições para que a economia soviética, que ainda estava na etapa primária do socialismo, pudesse se desenvolver sem essas ameaças a revolução. Os problemas de inflação e do financiamento do investimento que a URSS vivenciara ao longo da década de 1920 seriam resolvidos pela industrialização, financiada pela transferência do excedente da agricultura e do pequeno comércio, desviando o capital acumulado no comércio e na agricultura, que acabaria no consumo da pequena-burguesia, para o investimento industrial. Somente através de uma industrialização acelerada, efetuada pela acumulação socialista primitiva, garantir-se-ia conclusão da "etapa primária do socialismo", estágio pelo que se encontrava o desenvolvimento socialista da URSS, e que o desenvolvimento da superestrutura e infra-estrutura na formação social da URSS se desse de forma harmônica.

#### Os kulaks e os NEPmen
Grupos oposicionistas acusavam que, caso o Estado Soviético não realizasse logo a coletivização, os kulaks continuariam se fortalecendo, e a aliança operário-camponesa (defendida, inclusive, no Manifesto Comunista) se romperia no sentido cidade-campo (e não no inverso como os stalinistas e os bukharinistas afirmavam), à medida que os camponeses não seguiriam atraídos em oferecer os produtos agrícolas à cidade. Por outro lado, seguiria a carência de produtos de consumo industriais oferecidos ao campo (pois não haveria recursos para investimentos industriais para ampliar a produção, que deveriam ser captados do excedente da produção agrícola).
Por sua vez, para a Oposição, havia outro grupo social inimigo do socialismo, os NEPmen, indivíduos que, durante o período em que vigorou a NEP, eram autorizados à instalação e abertura de negócios privados e que tornaram-se empresários e altos executivos em empresas privadas, havendo se tornado ameaça à preservação da Revolução e do caráter socialista da URSS à medida que forçavam o incremento ainda maior do mercado capitalista e arruinavam, através de trocas desiguais, as empresas estatais e os pequenos produtos agrícolas, e alimentavam a burocratização dos quadros partidários e estatais.
Nesse sentido, a revolução estaria ameaçada, e a alternativa seria a aceleração da industrialização e a planificação (com caráter democrático) para viabilizar a acumulação socialista primitiva, que marcaria os passos de transição da economia soviética de uma economia capitalista subdesenvolvida em uma economia socialista. Defendiam a necessidade de coletivização para resolver os problemas agrários e permitir a captação de recursos excedentes da agricultura para a industrialização. Embora defendessem que o processo se desse em bases progressivas, mediante concordância dos mesmos e fossem efetuados por meio de incentivos econômicos e ideológicos, e não por meio da ação violenta do Estado.

### Fim da NEP
Em 1924, ano em que Lênin morreu, Nicolai Bukharin se tornou um dos maiores incentivadores da NEP, que acabou abandonada em 1928 por Josef Stalin para a adoção dos planos quinquenais, visando a se industrializar rapidamente para poder se igualar aos países ocidentais. Também se afirmava que a NEP havia causado a falta de grãos, graças à ausência do estado na direção da produção. Dessa forma, se deu início, na União Soviética, à economia planificada.
Curiosamente, Stálin e seu grupo político, ao longo da segunda metade da década de 1920, quando os rumos do desenvolvimento socialista da URSS estavam sendo alvo de enorme polêmica dentro do Partido, sempre se colocaram contrários à ideia de uma coletivização dos pequenos produtores, especialmente os agrícolas, colocando como se isso fosse um rompimento à aliança operário-camponesa (a Smytcha).
O bloco dirigente stalinista-bukharinista sempre foi contrário às teses da Oposição, tachando-as de "superindustrialismo". Contudo, com a ruptura do bloco dirigente e o afastamento dos postos de direção do grupo bukharinista, Stálin, em 1928, após uma nova e forte crise agrícola e uma série de ataques políticos de setores ligados aos NEPmen e kulaks e sob a ameaça de contra-ataque do grupo bukharinista, põe em prática um programa deturpado da Oposição, sistematizado através do I Plano Quinquenal, apresentando medidas em torno de uma industrialização acelerada, uma coletivização forçada e uma planificação centralizada.
O I Plano Quinquenal fez com que, na URSS, empresas comerciais e industriais fossem estatizados/nacionalizados independentemente do seu tamanho, e se iniciassem grandes empreendimentos de infraestrutura (transportes, geração de energia, minas, etc.) e de bens de capital (máquinas, ferramentas, etc.). Os capitais para os empreendimentos foram obtidos pela expropriação de milhões de camponeses e pequenos comerciantes e das reservas internacionais obtidas pelas exportação dos alimentos confiscados. A consequência foi uma desorganização da economia nacional muito brusca e desordenada, tanto na cidade como no campo, tanto na distribuição como na produção.